# اچ‌ام‌اس چیرفول (۱۸۹۷)

{{Infobox ship characteristics
اچ‌ام‌اس چیرفول (۱۸۹۷) (به انگلیسی: HMS Cheerful (1897)) یک کشتی بود که طول آن ۲۱۵ فوت (۶۶ متر) Length overall بود. این کشتی در سال۱۸۹۷ (میلادی)|۱۸۹۷]] ساخته شد.